# 军人敕谕
《军人敕谕》是1882年（明治15年）1月4日明治天皇親自向日軍頒授的軍人訓誡，正式名称为《賜給陸海軍軍人的敕諭》（ ），要求军人誓死效忠天皇，由此把武士道中效忠对象由大名与幕府将军置换为天皇。

## 沿革
《军人敕谕》由西周起草，山县有朋、井上毅、福地源一郎执笔修正。在当时的社会环境中，是为了建立一个精神支柱并压制西南战争、竹橋事件、自由民权运动这些日军内部的反政府运动。

## 内容
|  | 我国军队世为天皇所亲御。自昔神武天皇亲率大伴物部之兵，以平中国，而即帝位。统治天下以来，凡二千五百有余年矣。其间因时代之变迁，而兵制亦屡有改革。古制军队为天皇之所亲御。有时虽以皇后或太子代之，然未有以兵权委诸臣下之例。至于中世，文武制度皆仿诸中土，而有六卫府左右马寮防人等之设。兵制渐臻完备，惟以国内习于升平，政务流于文弱，兵农乃分而为二。古之徵兵者消灭于无形，转而为壮兵，以至于武士兴焉。其后兵马之权，遂归于武士首领之手。迨及世乱之时，政权亦复归其掌中。前后七百年间，遂成为武家之政治矣。时之所趋夫既如斯，固非人力所可挽回。惟以有违我国之国体，有背祖先之制度，殊堪浩叹。降至弘化嘉永之顷，德川幕府政治日衰，同时又值外邦多事之秋。外侮之来殆有迫于眉睫之势，是以皇祖仁孝天皇皇考孝明天皇日夜忧虑。不遑甯处。朕冲年践祚，征夷大将军归还其政权，奉上其版籍。不经年而海内一统，恢复古制矣。虽为列祖列宗慜念苍生之遗泽，然非我文武忠臣辅佐朕躬，全国臣民能辨顺逆，曷克臻此。是以际此之时，即思改更兵制，以光我国。遂于十五年之间，规定今日陆海军之制度、兵马大权，由朕亲统。所司之事委诸臣下。然其大纲仍归朕总揽，不可委之于臣下。后世子孙须善体斯旨，保存天子掌握文武大权之义。勿复蹈中世以降之覆辄，是则朕所深望者也。朕既为汝辈军人之大元帅，故即倚汝辈为股肱。汝等亦当仰朕为元首，效其亲爱。朕之能否保卫国家。上应天心，以报祖宗之殊恩。全视汝辈军人之能否克尽其职，我国威之不振。汝辈当与朕共其忧，我武惟扬光耀四海。汝辈亦当与朕共其荣，汝辈各尽其职，与朕一心，竭力卫国，则我国苍生将享太平之福，吾国之威。亦可光耀于世矣。朕之深望于汝辈军人也如斯，故犹有训谕五条述之如左。 一、军人当以尽忠尽节为本分。夫既享生于我国，其谁复无报国之心。而况于为军人者，苟此心之不固，则何复能用。军人报国之心既未能坚固，则虽技艺娴熟，学术良优，亦犹木偶已耳。军队之队伍虽整，节制虽严。然非有忠节之心，则亦等于乌合之众。夫保护国家，维持国权。既惟兵力是赖。则当明兵力之消长。既为国运盛衰之所系，故当毋为世论所惑，不为政治所拘。惟以守己本分之忠节为主，须知义有重于泰山，死有轻于鸿毛。慎勿丧失节操，而徒受无耻之汚名可也。 一、军人须以礼仪为重。凡为军人者，上自元帅，下至兵卒。期间自有官职阶级之分，即同列同级之中。停年亦有新旧，其新任者自当服从于旧任者。须知下级者之承上命。实无异承朕命，纵非己所隶属，亦当视同一律。上级者固不待言，即论停年较己为旧者，亦当尽礼表示敬意。又上级者对于下级者，亦不可有轻侮骄傲之举，除为公务必当威严外，其余务须恳切慈爱，上下一致，以勤王事。为军人者苟于礼仪有亏，而失敬上惠下一致之和谐，是不啻为军队之蠹毒，亦且为国家之罪人矣。 一、军人当尚武勇。夫武勇为我国古之所重。凡我臣民自非武勇不可，况军人以临战杀敌为职志，又安可一时忘乎哉。然武勇有大勇小勇之分，拔剑而起，挺身而斗，是皆非谓武勇。为军人者，当善明义理，锻炼胆力，曲尽思虑以谋事，小敌不侮，大敌不惧。但求尽己之武职，此则所谓大勇者也。故尚武勇者，待人接物，常能温和，博得人类之敬爱。好勇无谋，动辄肆威，势必至招人之忌，而使人畏之如豺狼也。 一、军人当以信义为重。守信重义本为人类之常道，为军人者苟无信义，即难置身队伍之中。信者践吾言之谓，义者尽己责之意。欲求守信重义，必先审思事之能成与否。苟一旦冒眛轻诺，以致进退维谷，莫知所从，虽悔已无及矣。故于事之始也，当辨明顺逆，审思是非，以期其言可以实践。苟知其义之不可守，则当急流勇退，以免失信义背之讥。古者尝有守小节之信义，而大纲之顺逆，或惑于公道之是非者。此殊不可。英雄豪杰，每因重私情之信义，而遭杀身之祸，以致遗臭万年者，亦复不少，可不戒哉。 一、军人应以质素为旨。盖不尚质素，则必流于文弱与轻薄。徒尚奢侈，则必陷于贪汚与无耻。遂至志气为之消沉，节操为之丧失。武勇亦为之化为乌有，而为世人所不齿，终其生不得享受人世之幸乐。其愚可谓甚矣，军人间苟有此风，则必如传染病之蔓延，士风兵气即将随之而衰颓。朕尝以此为惧，故曾颁布免黜条例。以为此事之诫，然犹虑有此等恶习之复复生。故复为是之训诫，愿汝辈军人，毋以等闲视之。 以右五条为军人不可须臾忽者也，必须诚心实行。盖此五条，即为吾辈军人之精神，而诚心又为此五条之精神。苟不诚心，虽嘉言善行，亦为欺人之虚伪。心诚乃可成其事耳。况此五条，为天地之公道，人伦之常经，易行而且易守。愿汝辈军人善体朕意，谨守此道，以尽报国之忠。是此岂独日本全国苍生欢欣鼓舞，即朕亦为之欣慰焉。 明治十五年一月四日 御名 |

## 影响
《军人敕谕》规定了天皇与士兵及臣民的基本关系。